# Edwin Frederick O'Brien
Edwin Frederick O'Brien (New York, 8 aprile 1939) è un cardinale e arcivescovo cattolico statunitense, gran maestro emerito dell'Ordine equestre del Santo Sepolcro di Gerusalemme dall'8 dicembre 2019.

## Biografia
Primo dei tre figli di Edwin Frederick e Mary Winifred O'Brien. Ha due fratelli più giovani: Ken e Tom.
Riceve l'ordinazione presbiterale il 29 maggio 1965
Dal 1990 al 1994 ricopre la carica di rettore del Pontificio collegio americano del Nord.
Il 6 febbraio 1996 è nominato vescovo ausiliare di New York, con il titolo di vescovo di Tizica.
Riceve la consacrazione episcopale il 25 marzo 1996.
Mantiene l'incarico per poco più di un anno, fino all'8 aprile 1997, data in cui è nominato arcivescovo coadiutore dell'ordinariato militare negli Stati Uniti d'America. Diviene ordinario militare il 12 agosto 1997.
Dal 12 luglio 2007, per volontà di papa Benedetto XVI, diviene arcivescovo di Baltimora. Succede al cardinale William Henry Keeler, dimessosi per raggiunti limiti d'età.
Il 29 agosto 2011 Benedetto XVI lo nomina pro-gran maestro dell'Ordine equestre del Santo Sepolcro di Gerusalemme succedendo al cardinale John Patrick Foley dimissionario per raggiunti limiti di età. Il 16 settembre successivo giunge in Vaticano, per prendere possesso del suo ufficio.
Papa Benedetto XVI lo nomina cardinale diacono di San Sebastiano al Palatino nel concistoro del 18 febbraio 2012.
Il 15 marzo 2012 Benedetto XVI lo nomina gran maestro dell'Ordine equestre del Santo Sepolcro di Gerusalemme.
Prende parte al conclave del 2013.
L'8 aprile 2019, al compimento dell'ottantesimo compleanno, esce dal novero dei cardinali elettori.
L'8 dicembre papa Francesco accoglie la sua rinuncia all'incarico di gran maestro e nomina, come suo successore, il cardinale Fernando Filoni.
È presidente del Comitato scientifico dell'Istituto Nazionale Azzurro.
Il 4 marzo 2022 opta per l'ordine presbiterale mantenendo la titolarità della sua diaconia elevata pro hac vice a titolo.

## Genealogia episcopale e successione apostolica
La genealogia episcopale è:
- Cardinale Scipione Rebiba
- Cardinale Giulio Antonio Santori
- Cardinale Girolamo Bernerio, O.P.
- Arcivescovo Galeazzo Sanvitale
- Cardinale Ludovico Ludovisi
- Cardinale Luigi Caetani
- Cardinale Ulderico Carpegna
- Cardinale Paluzzo Paluzzi Altieri degli Albertoni
- Papa Benedetto XIII
- Papa Benedetto XIV
- Papa Clemente XIII
- Cardinale Enrico Benedetto Stuart
- Papa Leone XII
- Cardinale Chiarissimo Falconieri Mellini
- Cardinale Camillo Di Pietro
- Cardinale Mieczysław Halka Ledóchowski
- Cardinale Jan Maurycy Paweł Puzyna de Kosielsko
- Arcivescovo Józef Bilczewski
- Arcivescovo Bolesław Twardowski
- Arcivescovo Eugeniusz Baziak
- Papa Giovanni Paolo II
- Cardinale John Joseph O'Connor
- Cardinale Edwin Frederick O'Brien

La successione apostolica è:
- Vescovo John Joseph Kaising (2000)
- Vescovo Richard Brendan Higgins (2004)
- Vescovo Joseph Walter Estabrook (2004)